# Mae Nam Phachi
Der Mae Nam Phachi (Thai: แม่น้ำภาชี, „Phachi-Fluss“), oder nur Phachi ist ein Fluss im westlichen Teil von Zentral-Thailand.
Er entspringt in den Tanawsri-Bergen des Tenasserim-Gebirges, welches Myanmar von Thailand trennt. Die Tanawsri-Berge liegen in der Tanintharyi-Division von Myanmar (früher: Tenasserim).
Der Phachi fließt durch die Landkreise Ban Kha, Suan Phueng und Chom Bueng der Provinz Ratchaburi. Im Landkreis Mueang Kanchanaburi in der Provinz Kanchanaburi mündet er in den Khwae Noi, welcher sich kurz darauf mit dem Khwae Yai zum Mae Klong vereinigt.
Das Einzugsgebiet des Phachi ist ein Gebiet von 2620 km² Größe. Sein Quellgebiet liegt in einer Höhe von 1020 Metern, der Zufluss in den Khwae Noi erfolgt in einer Höhe von 30 Metern. Das Gebiet des Phachin erhält einen Niederschlag von jährlich etwa 1130 mm, davon fallen 90 % in der Regenzeit zwischen November und Mai. In den letzten 30–40 Jahre sind viele Wälder entlang des Phachin nach und nach abgeholzt worden, um Platz für Ackerbau zu schaffen. Zumeist werden hier heute Ananas in großen Plantagen angebaut. Dies führte zu einer erhöhten Bodenerosion an den Ufern des Flusses.
Am linken Ufer des Phachi in der Provinz Ratchaburi liegt der Chaloem-Phra-Kiat-Thai-Prachan-Nationalpark (Thai:   อุทยานแห่งชาติเฉลิมพระเกียรติไทยประจัน). Der 384,39 km² große Park wurde erst am 26. Mai 2003 offiziell zum Nationalpark erklärt.